# Fernando Gomes dos Santos
Fernando Gomes dos Santos (* 4. April 1910 in Patos, Brasilien; † 1. Juni 1985) war Erzbischof von Goiânia.

## Leben
Fernando Gomes dos Santos empfing am 1. November 1932 das Sakrament der Priesterweihe.
Am 9. Januar 1943 ernannte ihn Papst Pius XII. zum Bischof von Penedo. Der Erzbischof von Paraíba, Moisés Sizenando Coelho, spendete ihm am 4. April desselben Jahres die Bischofsweihe; Mitkonsekratoren waren der Bischof von Caicó, José de Medeiros Delgado, und der Bischof von Garanhuns, Mário de Miranda Vilas-Boas.
Pius XII. bestellte ihn am 1. Februar 1949 zum Bischof von Aracaju. Am 7. März 1957 ernannte ihn Papst Pius XII. zum ersten Erzbischof von Goiânia.
Fernando Gomes dos Santos nahm an allen vier Sitzungsperioden des Zweiten Vatikanischen Konzils teil.